# Diego Alonso (músico)
Diego Alonso Muñoz Astorga (Santiago de Chile, 28 de octubre de 1990), más conocido por su nombre artístico Diego Alonso, es un cantautor chileno de pop. En 2022 recibió una nominación en la categoría de mejor cantautor en los Premios Pulsar.

## Biografía

### Inicios y década de 2010
Alonso cursó estudios de pedagogía musical y participó en otros programas relacionados en diversas instituciones de Chile. Inició su carrera como músico solista en el circuito de bares y discotecas. En 2013 publicó su primer álbum, titulado Ven por mí. Bandolero, su segunda producción discográfica, fue estrenada en 2017, seguida un año después por Paisaje.

### Década de 2020 y actualidad
Su sencillo de 2020 «Mentirosa» logró las primeras ubicaciones en las listas de éxitos chilenas. Ese mismo año publicó «Invaluable», sencillo producido por Chalo González (popular por su trabajo con Los Prisioneros, Los Bunkers y Mon Laferte).
Su canción «Eclipse» de 2021 logró rotación en medios como Radio Disney, Claro Video, Radio Bío-Bío y Exa FM. A finales de ese año inició la promoción de su nuevo álbum Él y su guitarra, en el que participaron músicos como Mera y Dácil Santana y el cual contó con la producción de Leonardo Olivares. Por este último disco, Alonso recibió una nominación a los Premios Pulsar 2022 en la categoría de mejor cantautor.
En octubre de 2023, el músico anunció que se encontraba grabando una nueva producción discográfica en los Estudios Unísono de Buenos Aires. Alonso describió su nuevo álbum como «un guiño a [Gustavo] Cerati y al rock latino en general, porque mezcla los sonidos, la musicalización y mi voz con lo que eran los [años] ochenta».
En mayo de 2024, el músico y productor argentino Zeta Bosio empezó a promocionar a través de su sello discográfico HitMe! la música de Alonso. Las canciones elegidas para aparecer en la plataforma fueron «Zorro» y «Eclipse» de Alonso.

## Discografía

### Álbumes
| Año  | Título           | Ref.  |
| ---- | ---------------- | ----- |
| 2013 | Ven por mí       | [ 1 ] |
| 2017 | Bandolero        | [ 1 ] |
| 2018 | Paisaje          | [ 1 ] |
| 2022 | Él y su guitarra | [ 1 ] |

### Sencillos
| Año  | Título       | Notas                                                       | Ref.  |
| ---- | ------------ | ----------------------------------------------------------- | ----- |
| 2020 | «Mentirosa»  |                                                             | [ 1 ] |
| 2020 | «Invaluable» |                                                             | [ 1 ] |
| 2021 | «Eclipse»    |                                                             | [ 4 ] |
| 2021 | «Quiero»     |                                                             | [ 1 ] |
| 2021 | «Peter Pan»  | Con Dácil Santana                                           | [ 1 ] |
| 2021 | «Dulces»     | Con Mera, Hueso Carrizo, Verónica Dosangel y Camilo A Secas | [ 1 ] |

## Premios y reconocimientos
| Año  | Evento         | Categoría       | Resultado |
| ---- | -------------- | --------------- | --------- |
| 2022 | Premios Pulsar | Mejor cantautor | Nominado  |